# Moyon
Moyon est une ancienne commune française du département de la Manche et de la région Normandie, peuplée de 1 085 habitants, devenue le 1er janvier 2016 une commune déléguée au sein de la commune nouvelle de Moyon Villages.

## Géographie

### Localisation
La commune est en Pays saint-lois, au centre du département de la Manche. L'atlas de paysages de la Basse-Normandie situe la commune à l'est de la grande unité de la Manche centrale aux «bocages […] de faible relief, […] perçus comme des espaces fermés où la vue porte peu, [se heurtant] à de fortes haies sur talus ». Son bourg est à 6,5 km au nord-ouest de Tessy-sur-Vire et à 15 km au sud de Saint-Lô. Couvrant 2 374 hectares, le territoire est le plus étendu du canton de Tessy-sur-Vire.
| Soulles           | Le Mesnil-Herman | Le Mesnil-Opac (comm. nouv. de Moyon Villages)                                       |
| La Haye-Bellefond | Moyon            | Troisgots (comm. nouv. de Condé-sur-Vire), Fervaches (comm. nouv. de Tessy-Bocage)   |
| Villebaudon       | Beaucoudray      | Tessy-sur-Vire (comm. nouv. de Tessy-Bocage), Chevry (comm. nouv. de Moyon Villages) |

### Géologie et relief
Le point culminant (145 m) se situe en limite de commune, au nord-ouest, près du lieu-dit le Champ Saint-Pierre. Le point le plus bas (50 m) correspond à la sortie du Marqueran du territoire, à l'est. La commune est bocagère.

### Hydrographie
Moyon est très majoritairement dans le bassin de la Vire, par son affluent le Marqueran qui passe au sud du bourg. Seule une petite partie du territoire, à l'ouest de la D 999, donne ses eaux à la Soulles toute proche, dans le bassin de la Sienne.

### Climat
Le climat est océanique, comme dans tout l'Ouest de la France. La station météorologique la plus proche est Granville-Pointe du Roc, à 38 km, mais Caen-Carpiquet est à moins de 55 km. Le Saint-Lois s'en différencie toutefois pour la pluviométrie annuelle qui, à Moyon, avoisine les 1 000 mm.

### Paysages
- Bois de Moyon.

## Urbanisme

### Lieux-dits, hameaux et écarts
Les lieux-dits sont, du nord-ouest à l'ouest, dans le sens horaire : les Fontaines, le Bourg Groux, la Sansonnière, le Buhot, la Roulanderie, la Denisière, le Carrefour de Paris, la Breudière, la Goutelle, le Ponçon, la Maugerie, l'Ognonnerie, le Bosq Lambert, la Venerie, la Ferronnière, le Roulan, la Lande Fossard, la Lionnière, le Fief Mancel (au nord), la Réauté, la Carrière, Bauvais, la Fouquelière, la Fontaine, la Bunouvière, la Bessinerie, l'Aubannerie, la Salmonière, la Marière, le Vert Œillet, l'Oliverie (à l'est), la Patoyère, la Branlière, la Métairie, le Crépin, la Monsuyère, la Prévosté, la Forge Mazure, la Marcaudière, la Noette, Lasserie, le Hamel Mauger, le Parc, la Petellerie, le Paradis, la Hamel au Mière, la Sabinière (au sud), la Havellerie, la Maison Blanche, la Cadairie, la Vallequerie, la Larderie, les Longs Champs, la Rue Geffroy, la Maison Neuve, Mabire, l'Isle, le Hamel au Grand, le Haut Pays, le Bourgroux, la Fosse, la Neuverie, la Genière, l'Azerie, le Châtelet, le Fief du Sens, la Bâle, l'Hôtel Épaule, la Roulerie (à l'ouest), le Village au Chevallier et la Lande.

### Voies de communication et transports
Le bourg est situé entre deux routes départementales localement importantes. À l'ouest, la D 999 (ancienne route nationale 799, voie de la Liberté) reliant Saint-Lô à Villedieu-les-Poêles traverse les lieux-dits le Bosq Lambert, le Carrefour de Paris et l'Isle. Traversant le nord-est, la D 28 relie Saint-Lô à Tessy-sur-Vire. Le bourg est accessible de ces deux axes par deux départementales s'y croisant : la D 27 d'ouest en est et la D 177 du nord-ouest au sud-est à Tessy-sur-Vire. Entre les deux, la D 553 rejoint la D 999 au lieu-dit le Buhot. La D 277 traverse le bourg du nord au sud, y rejoignant Chevry et la D 13 menant de Tessy-sur-Vire à Bréhal. Traversant le sud du territoire, la D 96 joint le bourg de Fervaches, au sud-est, à la D 999 à l'Isle. L'A84 est accessible au sud de Tessy-sur-Vire, à 11 km (sortie 39).

## Toponymie
Le nom de la localité est attesté sous la forme : Moion en 1027.
Albert Dauzat y décèle l'anthroponyme latin Modius suffixé de -onem, René Lepelley n'avance qu'une partie d'explication avec le gaulois dunon, désignant une « agglomération sur une hauteur », pour finale.
Le gentilé est Moyonnais.

## Histoire

### Moyen Âge
Dans le douaire constitué vers 1025 pour l'épouse de Richard III de Normandie (v. 1008-1027), parmi les domaines concédés (cours) on trouve celui de Moyon.
En 1047, le duc de Normandie, Guillaume érigea la seigneurie en baronnie. Les barons de Moyon siégeait à l'Échiquier de Normandie. Moyon fut un fief de Guillaume de Moyon (en) qui participa à la conquête normande de l'Angleterre en 1066 où il s'installa et obtint soixante-huit domaines dans les comtés de Somerset et du Dorset dont un fief près de Sturminster Newton. Ce fief, baptisé alors hameau de Moion a perdu au fil du temps son orthographe initiale et s'appelle aujourd'hui Hammoon ; dans ce hameau se trouve encore une maison de « Moyon ».
Les barons de Moyon siégeaient à l'Échiquier de Normandie, entre ceux de la Luthumière (Brix) et de Marcey (Marcey-les-Grèves).
En 1204, dans le cadre du rattachement de la Normandie au domaine royal français, Reginald de Moyon, au vu de ses nombreuses possessions en Angleterre, choisi le parti Anglais. Ses terres du Cotentin lui furent confisquées par Philippe Auguste.
Il y avait à Moyon une haute justice et un marché qui fut transféré à Tessy, qui fut une dépendance de Moyon.
Au début du XVe siècle, on trouve Foulque IV Paynel, baron de Hambye et de Bricquebec, seigneur de Chanteloup, de Moyon, de Créances, d'Apilly (Saint-Senier-sous-Avranches), du Merlerault et de Gacé, puissant seigneur de Normandie, chevalier banneret qui regroupe sous ses armes, quatre bacheliers et de dix à quatorze écuyers. Son frère Nicole ou Nicolas Paynel lui succède. 
Lors de l'occupation de la Normandie par les Anglais (1418-1450), dans le cadre de la seconde phase de la guerre de Cent Ans, Jean de la Pole, tient les terres de Moyon et du Mesnil-Céron à Percy ayant appartenu à Nicolas Paynel, puis à sa fille Jeanne, mariée à Louis d'Estouteville,.
Le dernier baron fut Honoré III Grimaldi (1720-1795), prince de Monaco. L'actuel prince Albert II de Monaco continu à porter le titre.

### Époque contemporaine

#### Seconde Guerre mondiale
Lors de la Seconde Guerre mondiale, la commune est l'objet d'intenses combats. Elle est finalement libérée entre le 28 juillet et le 1er août 1944 par le 116e régiment d'infanterie de la 29e division d'infanterie. Les combats sur la commune, en particulier le carrefour de Paris, coûte la vie à 272 soldats américains. Environ 60 % du bourg est détruit, dont l'église.

#### XXIesiècle
Le 1er janvier 2016, Moyon intègre avec deux autres communes la commune de Moyon Villages créée sous le régime juridique des communes nouvelles instauré par la loi no 2010-1563 du 16 décembre 2010 de réforme des collectivités territoriales. Les communes de Chevry, Le Mesnil-Opac et Moyon deviennent des communes déléguées et Moyon est le chef-lieu de la commune nouvelle.

## Politique et administration
| Période                                                                                     | Période       | Identité               | Étiquette | Qualité     |
| ------------------------------------------------------------------------------------------- | ------------- | ---------------------- | --------- | ----------- |
| 1798                                                                                        | 1808          | Henri Leredde          |           |             |
| 1808                                                                                        | …             | Luc Henri Vesque       |           |             |
| …                                                                                           | 1815          | Beaufils               |           |             |
| 1815                                                                                        | 1829          | Nicolas Gautier        |           |             |
| 1830                                                                                        | 1845…         | Gilles-Isidor Beaufils |           |             |
| 1847                                                                                        | 1854          | Havel                  |           |             |
| 1855                                                                                        | 1868          | Ozanne                 |           |             |
| 1869                                                                                        | 1878          | Ferdinand Auvray       |           |             |
| 1878                                                                                        | 1884          | Louis Havel            |           |             |
| 1884                                                                                        | 1905          | Gilles Beaufils        |           |             |
| 1906                                                                                        | 1944          | Alfred Hoyvet          |           |             |
| 1945                                                                                        | 1945          | François Ozenne        |           |             |
| 1945                                                                                        | 1971          | Joseph Beaufils        |           |             |
| 1971                                                                                        | 1990          | Raymond Ozenne         |           |             |
| 1990                                                                                        | décembre 2015 | Gilles Beaufils        | SE        | Agriculteur |
| Une partie des données est issue d'une liste établie par jean Pouëssel et Séverine Grillot. |               |                        |           |             |

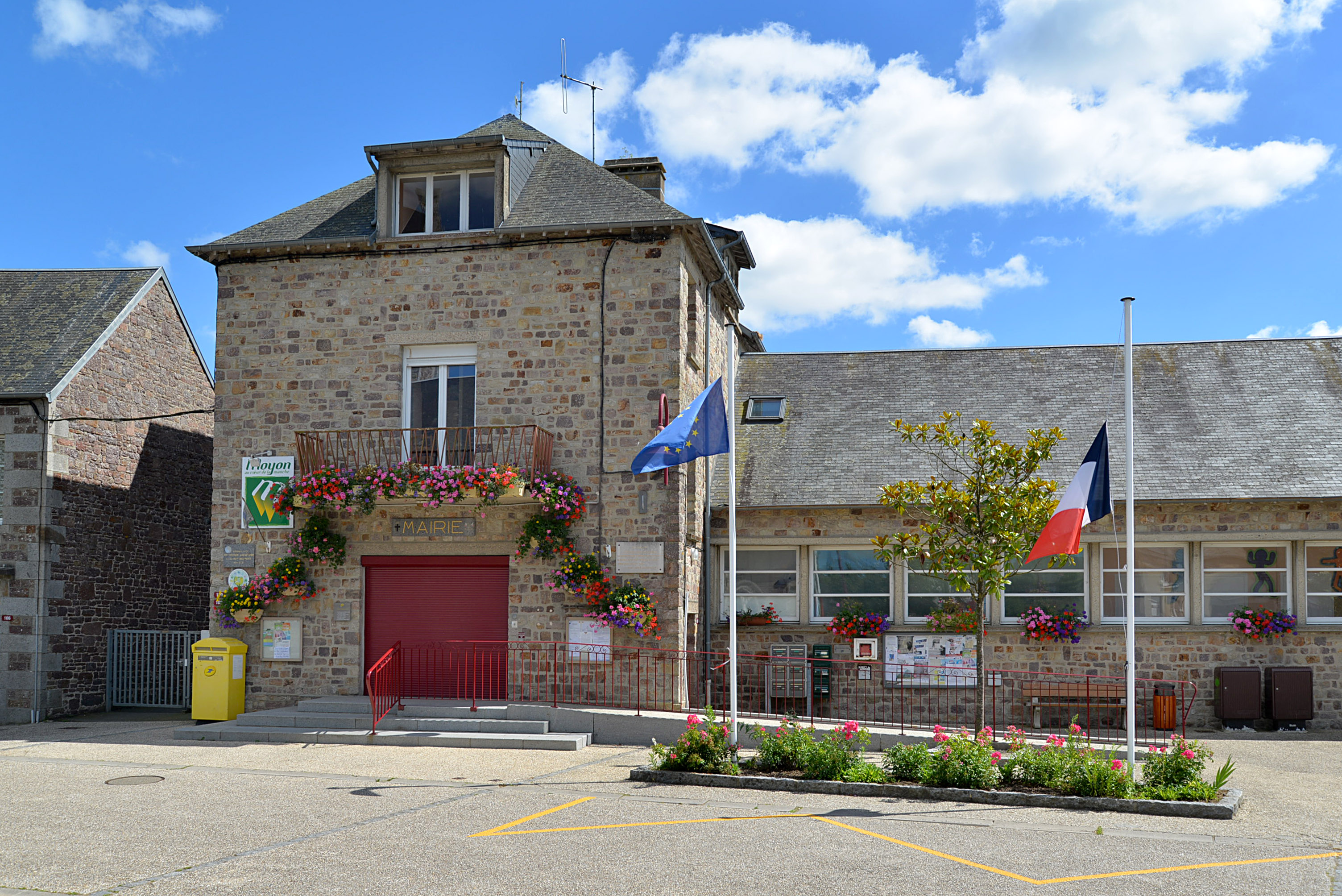
La mairie.

Le conseil municipal était composé de quinze membres dont le maire et six adjoints. Ces conseillers intègrent au complet le conseil municipal de Moyon-Villages le 1er janvier 2016 jusqu'en 2020 et Gilles Beaufils devient maire délégué.
| Période      | Période  | Identité        | Étiquette | Qualité                             |
| ------------ | -------- | --------------- | --------- | ----------------------------------- |
| janvier 2016 | mai 2020 | Gilles Beaufils | SE        | Agriculteur Maire de Moyon-Villages |
| mai 2020     | En cours | Patrice Hardel  | SE        | Agriculteur retraité                |

## Population et société

### Démographie
En 2021, la commune comptait 1 085 habitants. Depuis 2004, les enquêtes de recensement dans les communes de moins de 10 000 habitants ont lieu tous les cinq ans (en 2008, 2013, 2018, etc. pour Moyon) et les chiffres de population municipale légale des autres années sont des estimations.
Moyon a compté jusqu'à 1 496 habitants en 1841.
| 1793  | 1800  | 1806  | 1821  | 1831  | 1836  | 1841  | 1846  | 1851  |
| ----- | ----- | ----- | ----- | ----- | ----- | ----- | ----- | ----- |
| 1 178 | 1 346 | 1 367 | 1 231 | 1 469 | 1 490 | 1 496 | 1 480 | 1 427 |

| 1856  | 1861  | 1866  | 1872  | 1876  | 1881  | 1886  | 1891  | 1896  |
| ----- | ----- | ----- | ----- | ----- | ----- | ----- | ----- | ----- |
| 1 348 | 1 321 | 1 385 | 1 250 | 1 287 | 1 212 | 1 162 | 1 132 | 1 205 |

| 1901  | 1906  | 1911  | 1921  | 1926 | 1931 | 1936 | 1946 | 1954 |
| ----- | ----- | ----- | ----- | ---- | ---- | ---- | ---- | ---- |
| 1 103 | 1 176 | 1 131 | 1 007 | 923  | 973  | 987  | 891  | 927  |

| 1962 | 1968 | 1975 | 1982 | 1990 | 1999 | 2008  | 2013  | 2018  |
| ---- | ---- | ---- | ---- | ---- | ---- | ----- | ----- | ----- |
| 884  | 824  | 712  | 672  | 673  | 894  | 1 102 | 1 132 | 1 094 |

| 2019  | - | - | - | - | - | - | - | - |
| ----- | - | - | - | - | - | - | - | - |
| 1 093 | - | - | - | - | - | - | - | - |

### Sports et loisirs
Le club cycliste Moyon cyclo sports créé en 2015 compte vingt-cinq coureurs qui évoluent au niveau départemental. En 2015, ce club a remporté onze victoires[réf. nécessaire].
L'association Les Loups de Moyon compte 70 adhérents qui participent aux courses locales et organise notamment un 10 km mesuré. L'édition 2015 de ce 10 km mesuré a accueilli les championnats régionaux de Basse-Normandie[réf. nécessaire].
L'Entente cantonale Tessy-Moyon Sport fait évoluer une équipe masculine de football en ligue de Basse-Normandie et deux autres masculines et une féminine à huit en divisions de district.

## Culture locale et patrimoine

### Lieux et monuments
- Église Saint-Germain des XIIIe – XXe siècles, dédiée à Germain le Scot[27]. La base du clocher est du XIIIe siècle. Très endommagée en 1944, elle est reconstituée en 1948 suivant les plans de l'architecte Pierre Sautier[10]. Elle renferme divers objets classés en 1983 aux monuments historiques dont un tableau L'Adoration des bergers du XVIIe[Note 2], le maître-autel du XVIIIe, un gradin d'autel, tabernacle, un retable du XVIIIe et six chandeliers[28]. Elle abrite également une Vierge à l'Enfant du XVIIe, les statues de saint Clair et saint Germain du XVIIIe. On y invoque saint Clair pour les maux d'yeux[10].
- Motte castrale[29], à la Crihère[réf. nécessaire]. Charles de Gerville situe les vestiges du château des Moyon, détruit pendant la guerre de Cent Ans, à l'ouest de l'église où il se voyait des débris d'anciennes murailles, avec à l'est de l'enceinte un large et profond fossé en eau. Son donjon, entouré d'une double enceinte, en occuperait le centre. De son emplacement, on découvre les hauteurs de Percy, Montabot, Saint-Vigor et peut-être de Montbray[11]. Le manoir qui l'a remplacé a été détruit à la Révolution[10].
- Fermes anciennes.

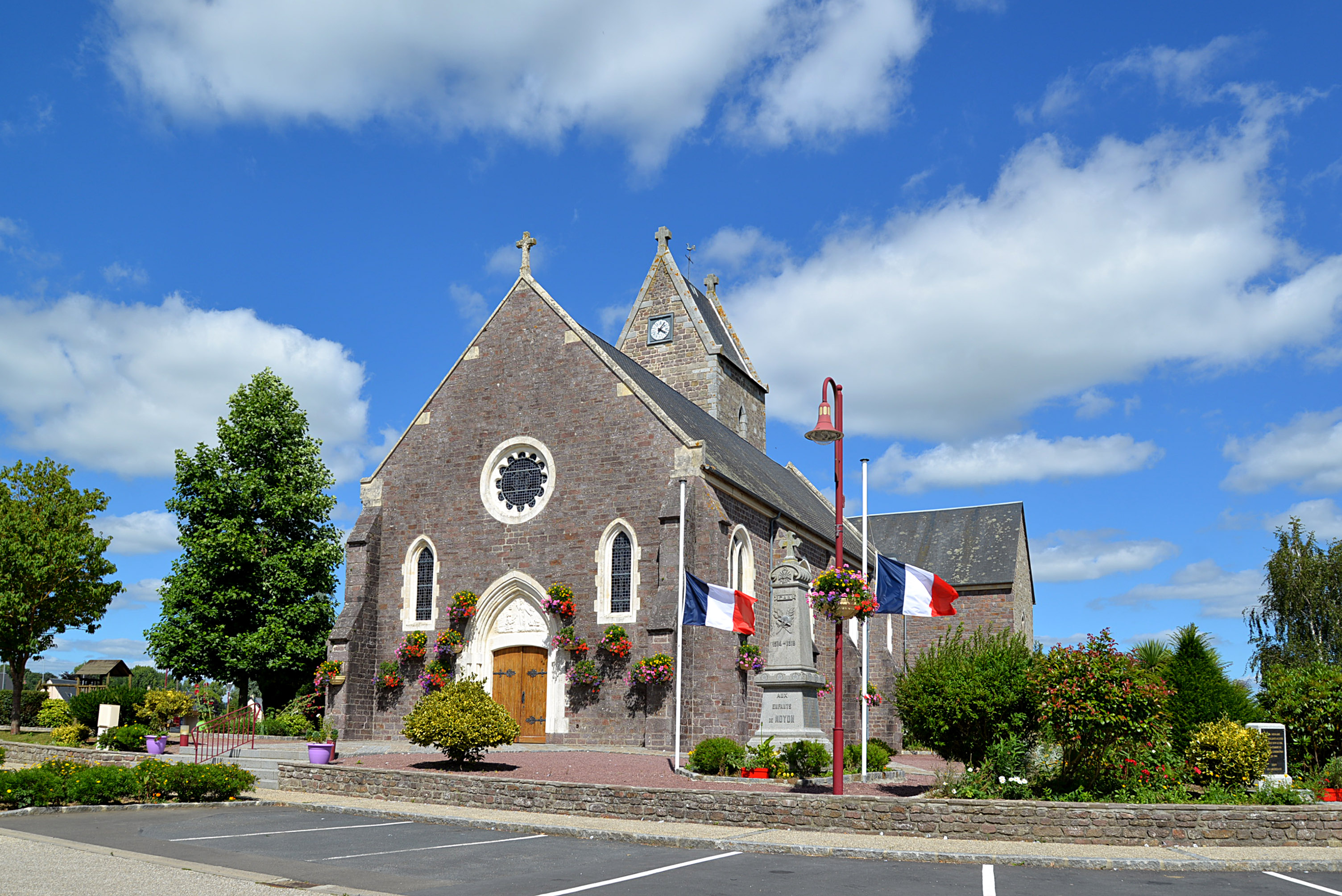
L'église Saint-Germain. Vue ouest.
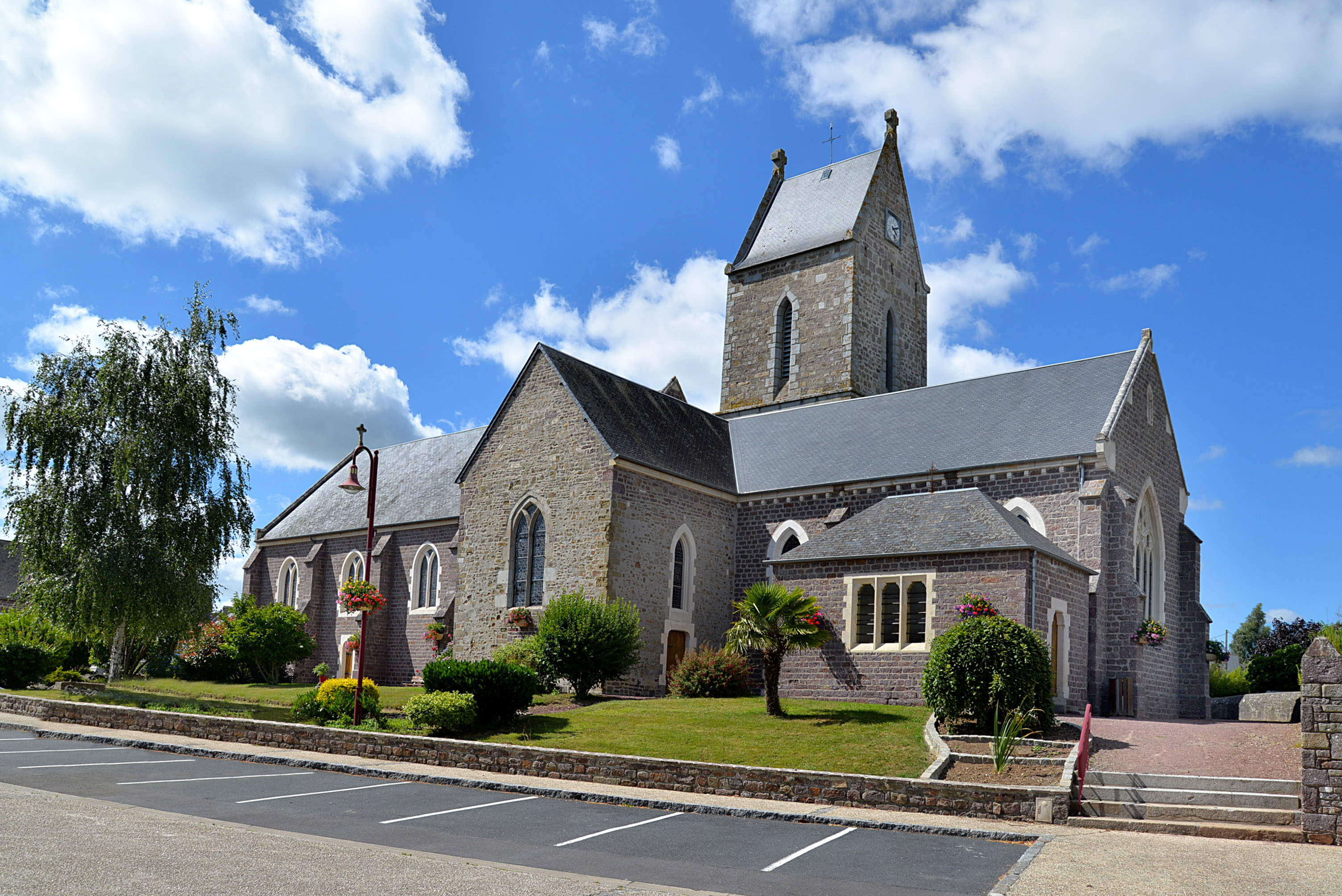
L'église Saint-Germain. Vue sud-est.
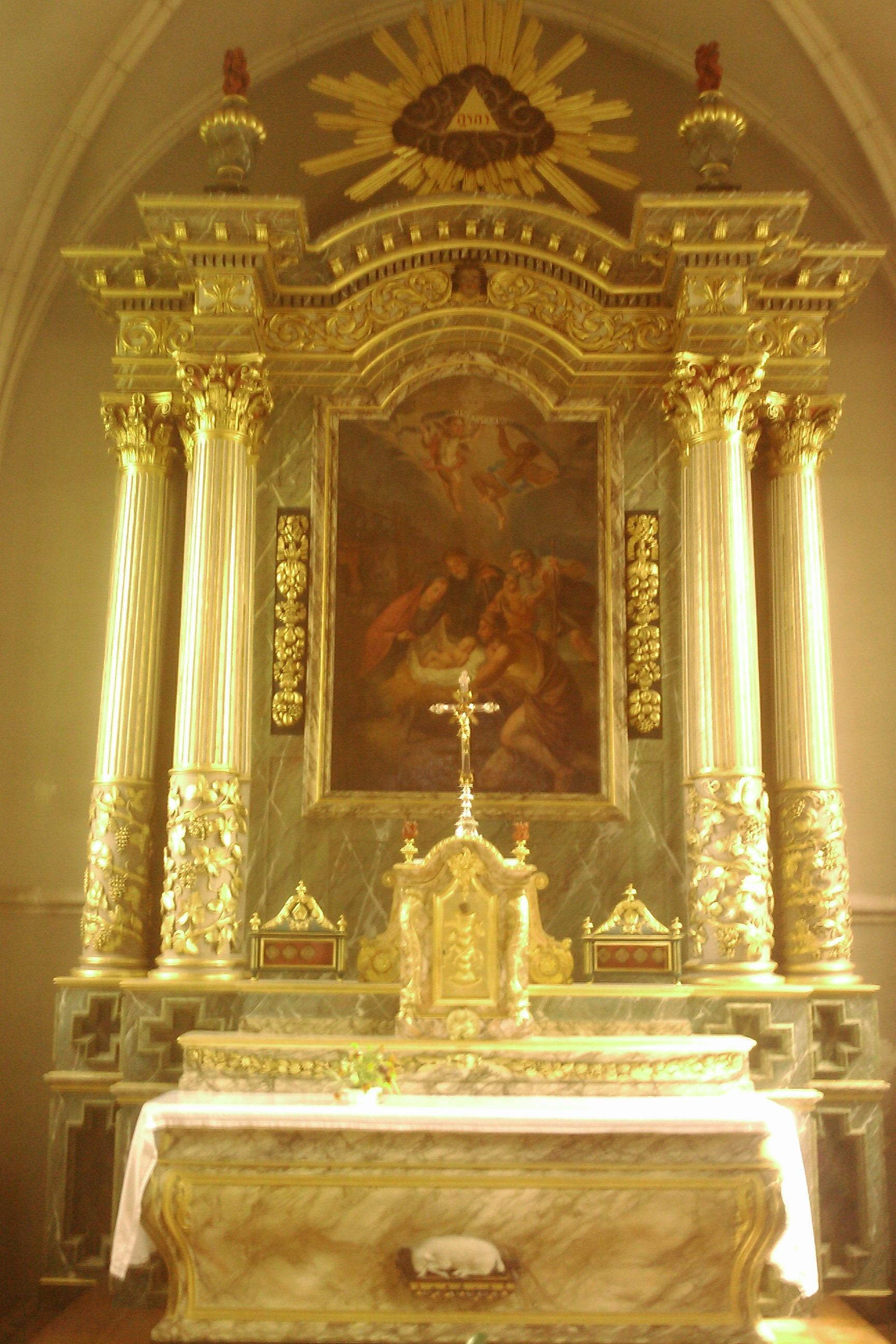
Le maître-autel.
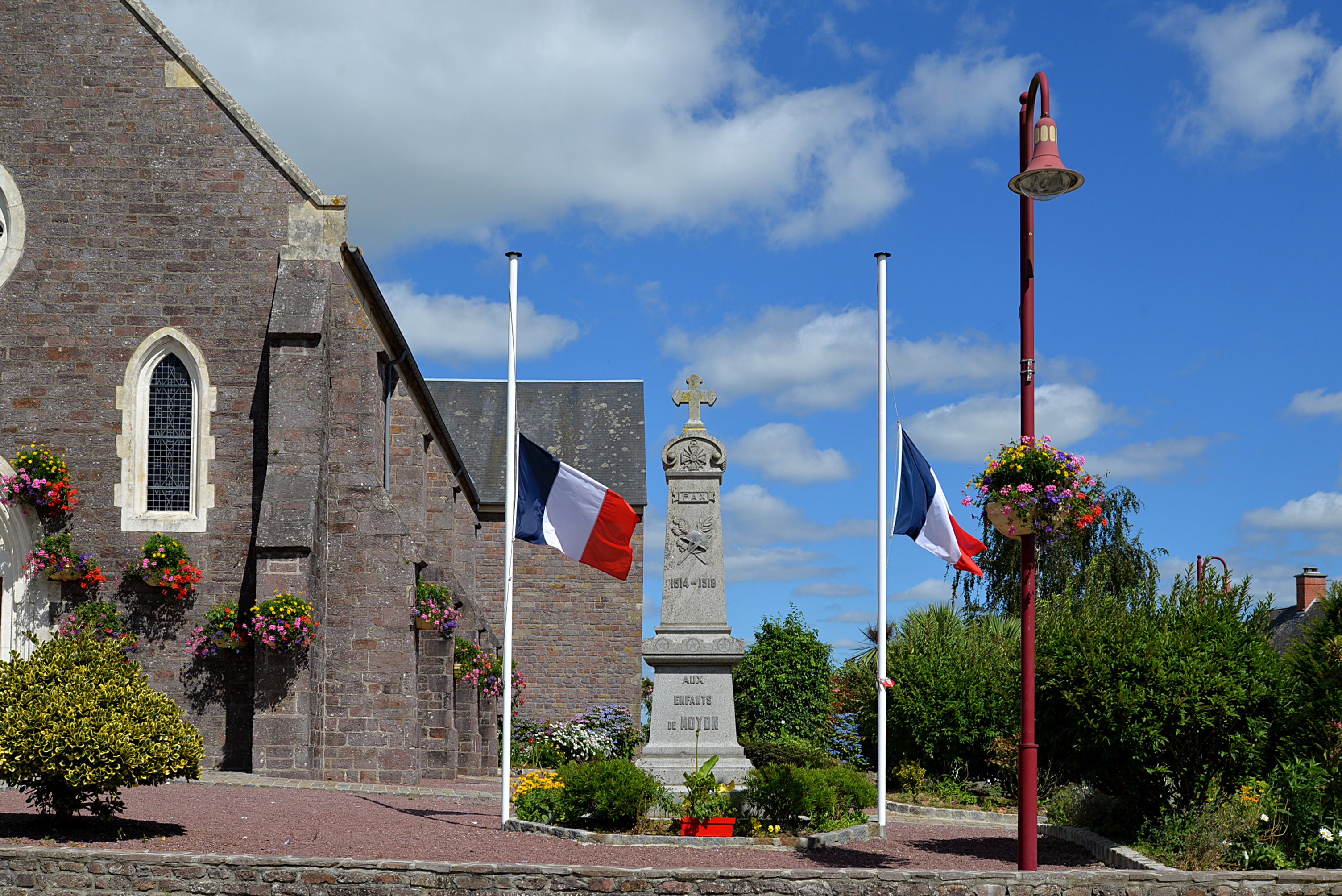
Le monument aux morts.

### Personnalités liées à la commune
- Guillaume de Mohun (en) († 1100), shérif du Somerset et seigneur de Moyon.
- Guillaume de Mohun († v. 1145), 1er comte de Somerset, son héritier.

Leurs descendants tiennent le village au moins jusqu'à la fin du XIIe siècle et peut-être jusqu'en 1204, date du rattachement de la Normandie au domaine royal français où ils prennent le parti du roi d'Angleterre. Leurs terres normandes revinrent au roi de France, Philippe Auguste.

### Héraldique
| Blason de Moyon | Blason  | D'or à la croix dentelée de sable.                                                |
| Blason de Moyon | Détails | Ce blason est celui de la famille de Moyon, anciens barons avant le XIIIe siècle. |